# Jeff Blashill
Jeff Blashill (* 10. Dezember 1973 in Southfield, Michigan) ist ein US-amerikanischer Eishockeytrainer. Seit Mai 2025 ist er als Cheftrainer der Chicago Blackhawks in der National Hockey League (NHL) aktiv. Zuvor war er von Juni 2015 bis Mai 2022 als Headcoach der Detroit Red Wings tätig. Zudem war als Trainer auf College- und Junioren-Niveau aktiv, über das er als aktiver Spieler (Torwart) nicht hinaus gekommen war.

## Karriere

### Als Spieler
Jeff Blashill wurde in Southfield, einem Vorort der Großstadt Detroit geboren, wuchs allerdings in Sault Ste. Marie, ebenfalls Michigan, auf. Dieser Umzug war beruflich bedingt, da sein Vater den Polizistenberuf in Detroit aufgab, um fortan an der Lake Superior State University im Fach Strafgerichtsbarkeit zu dozieren. Erst in dem neuen universitären Umfeld  (die Familie lebte auf dem Campus) begann Jeff Blashill mit dem Eishockeyspielen, wobei er von Beginn an die Position des Torwarts bekleidete. Als Kind spielte er häufig mit den Lakers, dem Universitätsteam, Streethockey in der Umgebung, unter dessen Spielern sich beispielsweise Sandy Moger befand. Blashill blieb bis 1991 in Sault Ste. Marie, als er die High School als Freshman verließ, um sich den Des Moines Buccaneers in der United States Hockey League (USHL), der höchsten Juniorenliga der Vereinigten Staaten, anzuschließen. Während seiner drei Jahre in Des Moines, Iowa, besuchte er die Valley High School, um auch seine schulische Laufbahn fortzusetzen.
1994 verließ er Des Moines, um an der Ferris State University in Michigan ein Studium zu beginnen; gleichzeitig hütete er für die Ferris State Bulldogs in der Central Collegiate Hockey Association (CCHA) das Tor. Dabei wurde klar, dass es der Amerikaner als aktiver Spieler nicht in die National Hockey League  bzw. den Profibereich schaffen würde, so kam er in vier Jahren und 78 Spielen für die Bulldogs auf einen Gegentorschnitt von 3,89 sowie auf eine Fangquote von 84,8 %.

### Als Trainer

#### Nachwuchsbereich
Nachdem er sein Studium an der Ferris State 1998 mit einem Bachelor im Finanzwesen abgeschlossen hatte, bot ihm sein Trainer Bob Daniels die Position des Assistenztrainers an. Blashill nahm das Angebot an und war in den folgenden vier Jahren vor allem für das Scouting bzw. für die Spieler-Rekrutierung der Bulldogs verantwortlich. Einen ähnlichen Verantwortungsbereich übernahm er 2002, als er an die Miami University wechselte und dort unter Enrico Blasi für die RedHawks tätig war. Im Jahre 2008 übernahm der Amerikaner seinen ersten Cheftrainer-Posten, als er die Indiana Ice aus der United States Hockey League (USHL), der höchsten Juniorenliga der Vereinigten Staaten, übernahm. Bereits in seiner ersten Saison gewann er mit dem Team die Playoffs und damit den Clark Cup; zudem stellte er mit 39 Siegen in einer Saison einen neuen Franchise-Rekord auf. Über den Jahreswechsel 2008/09 nahm er mit der U20-Nationalmannschaft der Vereinigten Staaten an der U20-Weltmeisterschaft teil und stand dabei Cheftrainer Ron Rolston als Assistent zur Seite.
Nach einem weiteren Jahr in Indianapolis, bei dem er das Halbfinale mit den Ice erreichte, wurde Blashill als neuer Cheftrainer der Broncos an der Western Michigan University vorgestellt. In seiner einzigen Saison an der Universität führte er die Mannschaft zum ersten Mal seit 1986 ins Finale der CCHA-Playoffs, wo man allerdings seinem früheren Team, den Miami Redhawks, unterlag. Blashill war in diesem Jahr ein Finalist um den CCHA Coach of the Year Award; zudem spielte zu dieser Zeit Danny DeKeyser unter ihm, dessen Cheftrainer er später bei den Red Wings werden sollte.

#### NHL
Im Juli 2011 verließ Blashill die Western Michigan University und nahm den Posten als Assistenztrainer unter Mike Babcock bei den Detroit Red Wings aus der National Hockey League (NHL) an. Nach einem Jahr wurde er im Juni 2012 als neuer Cheftrainer der Grand Rapids Griffins, dem Farmteam der Red Wings aus der American Hockey League (AHL), vorgestellt. Er übernahm somit die Nachfolge des zu den Dallas Stars abgewanderten Curt Fraser und trat gleichzeitig seinen ersten Cheftrainer-Posten im Profi-Bereich an. In seinem ersten Jahr in Grand Rapids gelang Blashill direkt der Playoff-Sieg und somit der Gewinn des ersten Calder Cups in der Geschichte des Franchise.
Diesen bisher größten Erfolg seiner Trainerkarriere konnte er in den folgenden zwei Jahren nicht wiederholen, obwohl er mit den Griffins jeweils mindestens die zweite Playoff-Runde erreichte, was zuvor keinem anderen Trainer in drei aufeinanderfolgenden Jahren gelang. Zudem nahm er während der Saison 2013/14 am AHL All-Star Classic teil und wurde am Ende der Spielzeit mit dem Louis A. R. Pieri Memorial Award als bester Trainer der AHL ausgezeichnet. Nach der Saison 2014/15 wechselte Mike Babcock zu den Toronto Maple Leafs, sodass Blashill seinen Platz als Cheftrainer der Detroit Red Wings übernahm. Er war zu diesem Zeitpunkt der zweitjüngste NHL-Trainer nach John Hynes von den New Jersey Devils und gleichzeitig der erste Amerikaner in der Trainer-Historie der Red Wings.
Nachdem er mit dem Red Wings die Playoffs 2017 verpasst hatte, vertrat er sein Heimatland als Cheftrainer bei der Weltmeisterschaft 2017 und erreichte dort mit dem Team USA den fünften Platz. Auch 2018 und 2019 fungierte er als Headcoach bei der WM, wobei eine Bronzemedaille 2018 das beste Ergebnis darstellte. Bei den Red Wings jedoch, die sich letztlich über seine gesamte Amtszeit im personellen Umbruch befanden, gelang ihm die Rückkehr in die Playoffs nicht mehr. Nach sechs Spielzeiten ohne Teilnahme an der post-season wurde sein auslaufender Vertrag nach der Saison 2021/22 nicht verlängert, wobei er zu diesem Zeitpunkt nach Jon Cooper der zweitdienstälteste Trainer aller NHL-Teams war.
Wenig später wurde er dann im Juli 2022 als Assistent von Cooper bei den Tampa Bay Lightning engagiert. Diese Position hatte er drei Jahre lang inne, ehe er im Mai 2025 bei den Chicago Blackhawks seine zweite Position als Cheftrainer in der NHL antrat. Dort wurde er zum Nachfolger von Luke Richardson bzw. Interimstrainer Anders Sörensen.

## Erfolge und Auszeichnungen
- 2009 Clark-Cup-Gewinn mit den Indiana Ice
- 2013 Calder-Cup-Gewinn mit den Grand Rapids Griffins
- 2014 Teilnahme am AHL All-Star Classic
- 2014 Louis A. R. Pieri Memorial Award
- 2018 Bronzemedaille bei der Weltmeisterschaft

## Karrierestatistik

### Spielerstatistik
(Legende zur Torhüterstatistik: GP oder Sp = Spiele insgesamt; W oder S = Siege; L oder N = Niederlagen; T oder U oder OT = Unentschieden oder Overtime- bzw. Shootout-Niederlage; Min. = Minuten; SOG oder SaT = Schüsse aufs Tor; GA oder GT = Gegentore; SO = Shutouts; GAA oder GTS = Gegentorschnitt; Sv% oder SVS% = Fangquote; EN = Empty Net Goal; 1 Play-downs/Relegation; Kursiv: Statistik nicht vollständig)

### Trainerstatistik
(Legende zur Trainerstatistik: S = Siege; N = Niederlagen; U = Unentschieden; OTL = Niederlage in Overtime bzw. Shootout; Pkt = Punkte)

## Persönliches
Blashill ist verheiratet und hat drei Kinder, zwei Söhne und eine Tochter. Er wurde als drittes von vier Kindern geboren, hatte zwei ältere Schwestern sowie einen jüngeren Bruder, der später ebenfalls als Spieler und Trainer im Eishockeysport aktiv wurde.